# Myrteta conspersaria
Myrteta conspersaria là một loài bướm đêm trong họ Geometridae.